# A cena da amici
A cena da amici (Dinner with Friends) è un film per la televisione del 2001 diretto Norman Jewison, adattamento della commedia teatrale Dinner with Friends (2000) del Premio Pulitzer Donald Margulies. In Italia è uscito direttamente in DVD per Eagle Pictures.

## Trama
Connecticut: Gabe e Karen sono felicemente sposati, Tom e Beth sono una coppia di loro amici anche loro apparentemente felici. Sono stati proprio Gabe e Karen a fare conoscere e mettere assieme Tom e Beth, ma Beth una sera va a casa dei due amici e, cominciando a piangere, racconta che Tom ha da qualche tempo una storia con un'altra donna e che la loro relazione, dopo 12 anni di matrimonio, è al capolinea. La rivelazione scuote a fondo l'altra coppia, che s'interroga sull'apparenza della vita felice e sulla propria stessa relazione.

## Produzione
Ambientato in linea temporale nell'arco di un giorno, è stato girato in California tra Los Angeles e Malibù e a New York.